# Clyde Coombs
Clyde Hamilton Coombs (ur. 22 lipca 1912, zm. 2 lutego 1988)  – amerykański psycholog. 

## Kariera zawodowa
Istotną częścią jego pracy naukowej było odkrywanie i opisywanie formalnych struktur występujących w danych pochodzących z badań i eksperymentów psychologicznych. Przez wiele lat kierował programem psychologii matematycznej na University of Michigan. 
Był honorowym członkiem Amerykańskiego Towarzystwa Statystycznego, został wybrany do American Academy of Arts and Sciences (1977) i National Academy of Sciences (1982).